# Klasifikacija tla
Klasifikacija tla omogućuje svrstavanje tla u klasifikacijske skupine prema bitnim fizikalnim parametrima. Time se omogućuje da se tlo opiše simbolom koji označava određena fizikalna i mehanička svojstva bitna za ponašanje tla, a time se operativnije koriste oznake tla u geotehničkoj dokumentaciji i komunikaciji.
Usvojena je manje-više jedinstvena svjetska klasifikacija tala.
Klasifikacijski sustav se koristi dijagramom plastičnosti za koherentna tla te dijagramom granulometrijskog sastava za nekoherentna tla. Konačno svako tlo dobiva oznaku koja se sastoji od dva slova: prvo slovo je oznaka osnovnog materijala, a drugo slovo ovisi o njegovim svojstvima prema sustavu klasifikacije.

## Oznake

### slovne oznake za koherentne materijale
Oznake prema normi HRN EN ISO 14688-2:
- Cl – glina
- Si – prah
- O – organska glina

plastičnost
- H – visoka plastičnost
- L – niska plastičnost

za primjer ClH – glina visokoplastična ili SiL – prah niskoplastični.

### slovne oznake za nekoherentne materijale
Oznake prema normi HRN EN ISO 14688-2:
- Gr – šljunak
- Sa – pijesak

granuliranost
- W – dobro granuliran
- P – slabo granuliran
- U – jednoliko granuliran

za primjer GrW – dobro granuliran šljunak ili SaP – slabo granuliran pijesak.

## AC klasifikacija
Casagrandeovom klasifikacijom se i danas koristimo. Artur Casagrande klasifikacija je nastala tijekom II svjetskog rata za potrebe američkog zrakoplovstva.